# Badger (Minnesota)
Badger és una població dels Estats Units a l'estat de Minnesota. Segons el cens del 2000 tenia 470 habitants.

## Demografia
Segons el cens del 2000, Badger tenia 470 habitants, 207 habitatges, i 127 famílies. La densitat de població era de 136,4 habitants per km².
Dels 207 habitatges en un 34,8% hi vivien nens de menys de 18 anys, en un 43% hi vivien parelles casades, en un 14% dones solteres, i en un 38,2% no eren unitats familiars. En el 33,3% dels habitatges hi vivien persones soles el 16,9% de les quals corresponia a persones de 65 anys o més que vivien soles. El nombre mitjà de persones vivint en cada habitatge era de 2,27 i el nombre mitjà de persones que vivien en cada família era de 2,9.
Per edats la població es repartia de la següent manera: un 28,1% tenia menys de 18 anys, un 10,4% entre 18 i 24, un 31,3% entre 25 i 44, un 16% de 45 a 60 i un 14,3% 65 anys o més.
L'edat mediana era de 33 anys. Per cada 100 dones de 18 o més anys hi havia 85,7 homes.
La renda mediana per habitatge era de 30.234 $ i la renda mediana per família de 35.833 $. Els homes tenien una renda mediana de 28.646 $ mentre que les dones 23.594 $. La renda per capita de la població era de 15.727 $. Entorn del 8,2% de les famílies i el 9,9% de la població estaven per davall del llindar de pobresa.

## Poblacions més properes
El següent diagrama mostra les poblacions més properes.